# 9087 Neff
9087 Neff eller 1995 SN3 är en asteroid i huvudbältet som upptäcktes den 29 september 1995 av Kleť-observatoriet i Tjeckien. Den är uppkallad efter de båda tjeckiska författarna Vladimír och Ondřej Neff.
Asteroiden har en diameter på ungefär 3 kilometer.